# 安松春香
安松 春香（やすまつ はるか、1991年12月22日 - ）は、大分県出身の、日本人の女子柔道選手である。階級は70kg級。身長165cm。血液型はA型。組み手は左組み。段位は参段。得意技は内股。

## 経歴
柔道は11歳の時に国東少年柔道クラブで始めた。国東中学3年の時には全国中学校柔道大会の48kg級決勝で久米田中学3年の小松柔に敗れて2位だった。国東高校へ進むと、階級を63kg級まで上げた。3年の時にはインターハイと全日本ジュニアの63kg級で3位となった。
2010年には環太平洋大学へ進んで古賀稔彦の指導を受けることになった。1年の時には全日本ジュニアの決勝で淑徳高校1年の田代未来に敗れて2位だったが、田代とともに世界ジュニア代表に選ばれた。しかし、世界ジュニアでは準決勝でスロベニアのヴロラ・ベデティに敗れるなどして5位に終わった。学生体重別では1年生にして優勝した。1983年に今大会の78kg級を制した京都産業大学出身の父親に続く親子優勝ともなった。体重別団体ではチームメイトの大住有加や谷本和などとともにチームの優勝に貢献した。
2年時には優勝大会で2位だったが、学生体重別と体重別団体でそれぞれ2連覇を達成した。学生体重別で優勝した際に、目標の選手は谷本歩実としたうえで、｢父親がこの大会に勝ったことをよく自慢していたが、私は連覇なので上になった｣とも語った。
3年の時には選抜体重別で3位になると、グランプリ・バクーでは決勝で地元アゼルバイジャンのラミラ・ユスボワを大外刈で破って、IJFワールド柔道ツアー初優勝を飾った。さらに、ワールドカップ・ウランバートルでも優勝した。優勝大会ではチームメイトのヌンイラ華蓮などとともに初優勝に貢献した。
4年時には階級を70kg級に上げた。優勝大会でチームは2連覇したものの、右膝のケガで試合には出場しなかった。体重別団体では2年ぶり3度目の優勝に貢献した。
2014年に綜合警備保障に入社すると、実業団体2部でチームメイトの田知本遥などとともに優勝に貢献した。実業個人選手権でも決勝で自衛隊体育学校の上野巴恵を破って優勝した。講道館杯では準決勝で三井住友海上の新井千鶴に敗れて3位だった。2015年の選抜体重別でも準決勝で新井に敗れて3位だった。全日本選手権では準々決勝で大阪体育大学3年の山本沙羅に1－2の微妙な判定で敗れて5位だった。実業団体2部では2連覇を成し遂げた。講道館杯では昨年に続いて3位だった。2017年の実業個人選手権では決勝でJR東日本の前田奈恵子を袈裟固で破って3年ぶり2度目の優勝を飾った。2018年の実業団体2部ではチームの優勝に貢献した。その後所属をJR九州に変更すると、2023年の実業個人選手権で2位になった。2024年のシニア体重別で優勝した。

## 戦績
- 2006年 -　全国中学校柔道大会　2位(48kg級)

63kg級での戦績
- 2009年 -　インターハイ　3位
- 2009年 -　全日本ジュニア　3位
- 2010年 -　ロシアジュニア国際　3位
- 2010年 -　韓国ジュニア国際　優勝
- 2010年 -　全日本ジュニア　2位
- 2010年 -　学生体重別　優勝
- 2010年 -　世界ジュニア　5位
- 2010年 -　体重別団体　優勝
- 2011年 -　ワールドカップ・ソフィア　2位
- 2011年 -　優勝大会 2位
- 2011年 -　学生体重別　優勝
- 2011年 -　体重別団体　優勝
- 2012年 -　選抜体重別　3位
- 2012年 -　グランプリ・バクー 優勝
- 2012年 -　優勝大会　優勝
- 2012年 -　ワールドカップ・ウランバートル　優勝

70kg級での戦績
- 2013年 -　体重別団体　優勝
- 2014年 -　実業団体　2部　優勝
- 2014年 -　実業個人選手権　優勝
- 2014年 -　ヨーロッパオープン・グラスゴー 3位
- 2014年 -　講道館杯　3位
- 2015年 -　選抜体重別　3位
- 2015年 -　全日本選手権　5位
- 2015年 -　実業団体　2部　優勝
- 2015年 -　東アジア選手権 2位
- 2015年 -　講道館杯　3位
- 2016年 -　実業個人選手権　3位
- 2017年 -　実業個人選手権　優勝
- 2018年 -　実業団体　2部　優勝
- 2019年 -　実業個人選手権　3位
- 2023年 -　実業個人選手権　2位
- 2024年 - シニア体重別　優勝
- 2024年　- 実業個人選手権　3位
- 2025年 - 実業団体 2部 優勝

(出典、JudoInside.com)